# Cappella Maggiore
Cappella Maggiore là một đô thị (comune) thuộc tỉnh Treviso, vùng Veneto, Ý. Đô thị này có diện tích 11,13 km2, dân số là 4576 người (thời điểm 30 tháng 6 năm 2008).